# Gabi Portilho
Gabrielle Jordão "Gabi" Portilho (Brasília, 18 de julho de 1995), é uma futebolista brasileira que atua na posição de atacante. Atualmente, joga pelo NJ/NY Gotham FC da National Women's Soccer League, depois de vitoriosa carreira no Corinthians.
Foi medalha de prata nos Jogos Olímpicos de Verão de 2024 pela seleção brasileira, e pelas categorias de base jogou a Copa do Mundo de Futebol Feminino Sub-17 em 2012, e o Copa do Mundo de Futebol Feminino Sub-20 em 2014. 

## Carreira
Gabi Portilho começou sua carreira no Fut Art (DF). Depois, passou pelo Fluminense (DF), Olympia (SC), Jaraguá (SC) e  Joinville (SC). Em 2011, marcou 6 gols em 8 partidas pelo Muller no Campeonato Catarinense de Futebol Feminino de 2011. Em 2012, foi vice-artilheira do Campeonato Catarinense de Futebol Feminino de 2012, com 22 gols em 10 partidas, atuando pelo Olympia.
Em 2013, foi contratada pelo Kindermann, onde foi vice-campeã brasileira em 2014.
Foi novamente vice-campeã brasileira em 2015, atuando com a camisa 10 do São José Esporte Clube. Naquele ano, chegou a marcar 4 gols em uma mesma partida, na segunda rodada da competição, quando as Meninas da Águia venceram o Mixto por 10 a 0.
Fora do país, Gabi jogou por sete meses no Madrid CFF, da Espanha, mas retornou ao Brasil após sofrer uma lesão no joelho.
Em setembro de 2019, se transferiu para o 3B da Amazônia, onde jogou no meio-campo, e se destacou com a camisa 10 do time campeão amazonense em 2019. Marcou 10 gols em 8 partidas pelas "Feras da Amazônia".
Em janeiro de 2020, o perfil oficial do Corinthians Futebol Feminino no Twitter anunciou sua contratação como reforço, destacando sua velocidade e habilidade. Em 2024, tendo conquistado o pentacampeonato brasileiro e tricampeonato da Copa Libertadores Feminina com o Corinthians, Portilho foi eleita para a seleção do campeonato no Bola de Prata.
Em dezembro de 2024, assinou com o clube norte-americano NJ/NY Gotham FC.  ganhou a liga dos campeões  da concacaf feminina com o gotham fc 2024-25 temporada 

### Seleção Brasileira

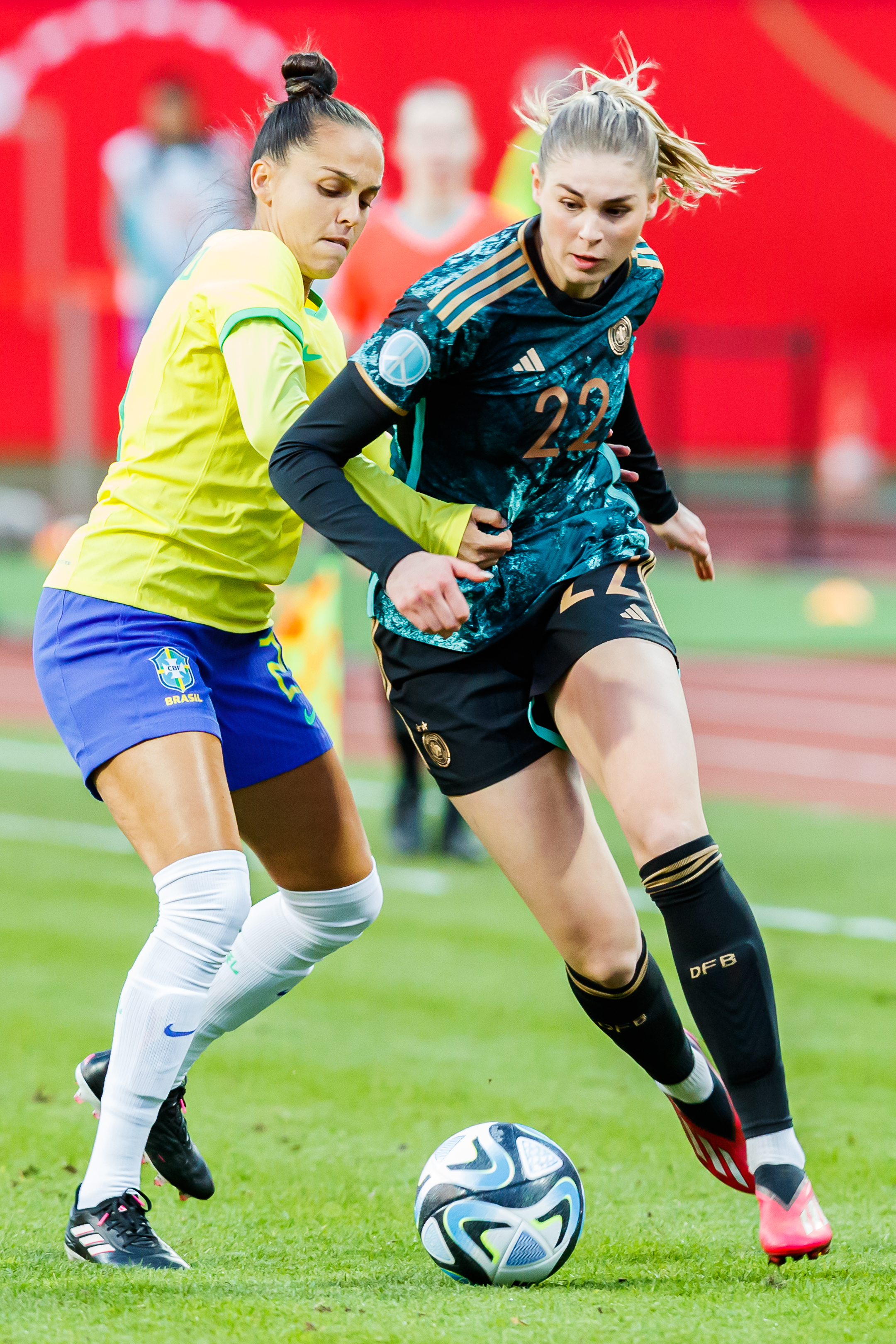
Portilho marcando a alemã Jule Brand em 2023.

A jogadora defendeu as seleções sub-17 e sub-20 nos mundiais dessas categorias. Sua primeira convocação foi em julho de 2012 para o Mundial sub-17 no Azerbaijão. Em 2014, foi convocada também vezes para a sub-20.
Em abril de 2017, foi convocada para um amistoso contra a Bolívia, no que seria a sua estreia na seleção principal,  mas foi cortada devido à lesão no joelho que sofreu quando defendia o Madrid CFF. Seu primeiro título com a seleção foi a Copa América Feminina de 2022, e mais tarde foi vice-campeã da Copa Ouro Feminina da CONCACAF de 2024.
Convocada para a Olímpiada de 2024, foi crucial na campanha da medalha de prata, marcando o gol da vitória sobre a anfitriã França nas quartas de final - a primeira vitória da história da seleção feminina sobre as francesas - e um dos quatro da semifinal contra a Espanha. A campanha ajudou Portilho a ficar em 18° lugar no ranking das melhores jogadoras do ano do Ballon d'Or 2024.

### Clubes
| Equipe            | Temporada         | Campeonato estadual[a] | Campeonato estadual[a] | Campeonato nacional[b] | Campeonato nacional[b] | Total | Total |
| Equipe            | Temporada         | Jogos                  | Gols                   | Jogos                  | Gols                   | Jogos | Gols  |
| ----------------- | ----------------- | ---------------------- | ---------------------- | ---------------------- | ---------------------- | ----- | ----- |
| Muller            | 2011              | 8                      | 6                      | 0                      | 0                      | 8     | 6     |
| Olympia           | 2012              | 10                     | 22                     | 0                      | 0                      | 10    | 22    |
| Kindermann        | 2013              | 0                      | 0                      | 0                      | 0                      | 3     | 0     |
| Kindermann        | 2014              | 0                      | 0                      | 0                      | 0                      | 13    | 5     |
| São José          | 2015              | 0                      | 0                      | 0                      | 0                      | 12    | 4     |
| Madrid CFF        | 2015/16           | 0                      | 0                      | 0                      | 0                      | 0     | 0     |
| Madrid CFF        | 2016/17           | 0                      | 0                      | 0                      | 0                      | 0     | 0     |
| São José          | 2018              | 0                      | 0                      | 0                      | 0                      | 27    | 3     |
| Osasco Audax      | 2019              | 0                      | 0                      | 0                      | 0                      | 24    | 2     |
| 3B da Amazônia    | 2019              | 0                      | 0                      | 0                      | 0                      | 8     | 10    |
| Corinthians       | 2020              | 11                     | 1                      | 20                     | 5                      | 31    | 6     |
| Corinthians       | 2021              | 12                     | 1                      | 18                     | 4                      | 39    | 7     |
| Corinthians       | 2022              | 4                      | 0                      | 17                     | 4                      | 30    | 9     |
| Corinthians       | 2023              | 7                      | 2                      | 16                     | 3                      | 32    | 5     |
| Corinthians       | 2024              | 8                      | 0                      | 17                     | 1                      | 32    | 5     |
| Total na carreira | Total na carreira | Total na carreira      | Total na carreira      | Total na carreira      | Total na carreira      | 237   | 79    |

- a. ^ Jogos do Campeonato Paulista e Copa Paulista
- b. ^ Jogos da Copa do Brasil, Campeonato Brasileiro e Supercopa do Brasil

## Títulos
Kindermann
- Campeonato Catarinense: 2013 e 2014

3B da Amazônia
- Campeonato Amazonense: 2019

Corinthians
- Campeonato Brasileiro: 2020, 2021, 2022, 2023 e 2024
- Copa Libertadores da América: 2021, 2023 e 2024
- Campeonato Paulista: 2020, 2021 e 2023
- Supercopa do Brasil: 2022, 2023 e 2024
- Copa Paulista: 2022

```
 
NJ/NY Gotham FC
                                      
CONCACAF W Champions Cup
 2025
```

Seleção Brasileira
- Copa América: 2022[21]

### Prêmios individuais
- Melhor Atacante (Bola de Prata): 2024[22]
- Seleção do Ano da FIFA: 2024[23]

## Campanhas de destaque
Kindermann
- Campeonato Brasileiro : 2o lugar (2014)

São José
- Campeonato Brasileiro : 2o lugar (2015)

Seleção Brasileira
- Jogos Olímpicos: Medalha de prata (2024)
- Copa Ouro Feminina:  2o lugar (2024)